# Marika Ehrenkrona
Marika Linda Liljekvist Ehrenkrona, född Liljekvist 13 december 1957 i Täby församling, Stockholms län, är en svensk journalist, krönikör och författare. Hon var riksordförande i Moderat skolungdom 1976-1977 och har därefter varit tv-krönikör på Expressen, styrelseordförande på Sveriges Radio samt är krönikör på Realtid.se sedan starten 2004. Ehrenkrona fick 2003 bära det tyngsta ansvaret för, och avgå efter, turerna kring chefskrisen på Sveriges Radio och tillsättningen av Joachim Berner som VD.

## Styrelseordförande på Sveriges Radio
Ehrenkrona var styrelseordförande i Sveriges Radio fram till maj 2003. Hon efterträddes av Ove Joanson.

### Tillsättningen av Joachim Berner som VD för Sveriges Radio 2003
Ehrenkrona tvingades avgå efter turerna kring rekryteringen av Joachim Berner som VD för Sveriges Radio 2003. En löpsedel av Expressen under Berners ansvar fälldes i Högsta domstolen för att vara förtal vilket var en bidragande orsak till att Sveriges Radios styrelse drog tillbaka erbjudandet till Berner om VD-posten på företaget, trots att anställningsavtalet redan var påskrivet. Det ledde i sin tur till att Berner kompenserades med 2,4 miljoner kronor utan att någonsin tillträda posten. Efter att styrelsen ändrat sitt beslut riktade 47 chefer på Sveriges Radio kritik mot styrelsen som de menade hade låtit sig påverkas av politiker och krävde styrelsens avgång. Flera styrelseledamöter ställde då sina platser till förfogande och uttryckte missnöje med Ehrenkronas sätt att hantera ärendet. Det ledde även till krav på att Sveriges Radios styrelse skulle tillsättas mer fristående och att ledamöterna inte borde hämtas från den politiska världen.